# Bagert
Bagert est une commune française, située dans le département de l'Ariège en région Occitanie.
Localisée dans le nord-ouest du département, la commune  fait partie, sur le plan historique et culturel, du Couserans, pays aux racines gasconnes structuré par le cours du Salat (affluent de la Garonne). Exposée à un climat océanique altéré, elle est drainée par le ruisseau de Belloc, le ruisseau de Soumet et par deux autres cours d'eau. Incluse dans le parc naturel régional des Pyrénées ariégeoises, la commune possède un patrimoine naturel remarquable composé d'une zone naturelle d'intérêt écologique, faunistique et floristique.
Bagert est une commune rurale qui compte 41 habitants en 2022, après avoir connu un pic de population de 321 habitants en 1846. Elle fait partie de l'aire d'attraction de Saint-Girons. Ses habitants sont appelés les Bagertois ou Bagertoises.

## Géographie

### Localisation
La commune de Bagert se trouve dans le département de l'Ariège, en région Occitanie.
Commune des Pyrénées située dans l'aire d'attraction de Saint-Girons en Volvestre, à 16 km au nord-ouest de Saint-Girons. Elle fait partie du parc naturel régional des Pyrénées ariégeoises.
Elle se situe à 44 km à vol d'oiseau de Foix, préfecture du département, à 12 km de Saint-Girons, sous-préfecture, et à 10 km de Saint-Lizier, bureau centralisateur du canton des Portes du Couserans dont dépend la commune depuis 2015 pour les élections départementales.
La commune fait en outre partie du bassin de vie de Saint-Girons.
Les communes les plus proches sont : 
Bédeille (2,0 km), Tourtouse (3,8 km), Fabas (3,8 km), Mercenac (4,2 km), Taurignan-Castet (4,3 km), Barjac (4,4 km), Caumont (5,3 km), Escoulis (5,6 km).
Sur le plan historique et culturel, Bagert fait partie du Couserans, pays aux racines gasconnes structuré par le cours du Salat (affluent de la Garonne), que rien ne prédisposait à rejoindre les anciennes dépendances du comté de Foix.

### Communes limitrophes
Bagert est limitrophe de quatre autres communes.
Les communes limitrophes sont Bédeille, Betchat, Mercenac et Taurignan-Castet.
| Betchat |          | Bédeille         |
|         | Bagert   |                  |
|         | Mercenac | Taurignan-Castet |

#### Plans de la commune

Cartes
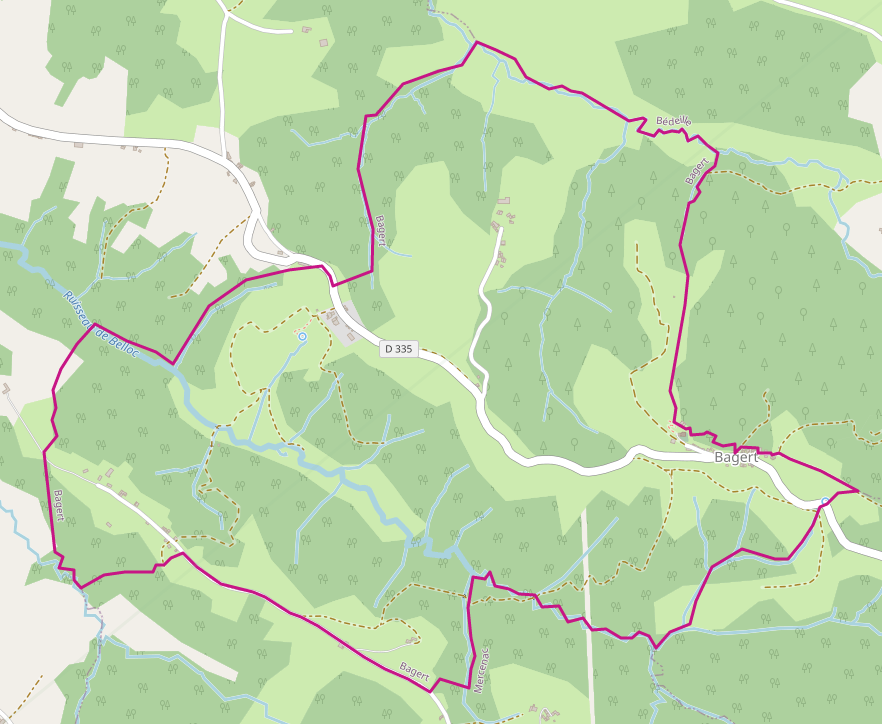
Carte OpenStreetMap
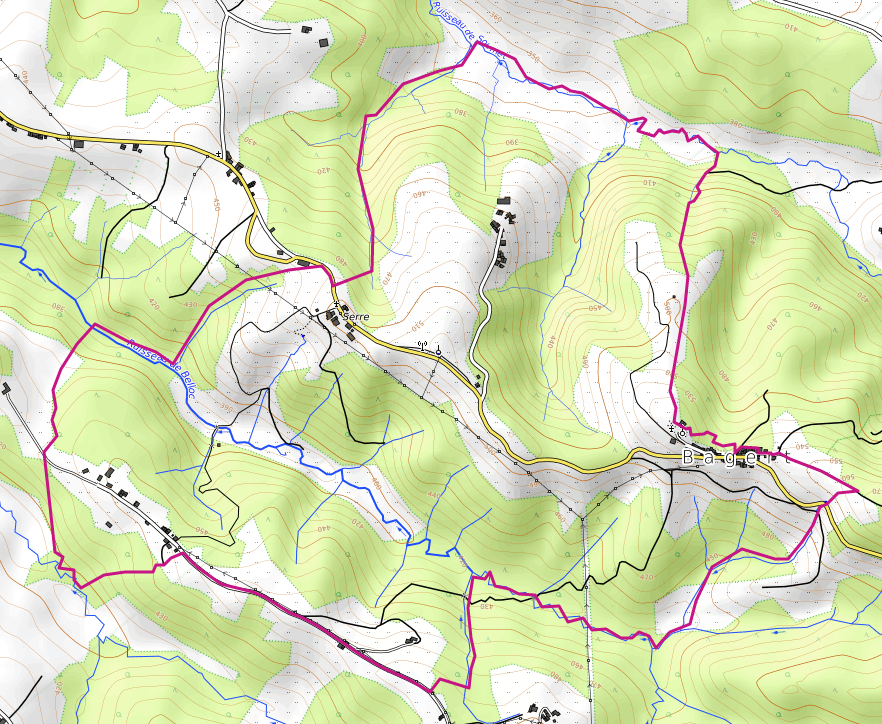
Carte topographique

### Géologie et relief
La commune est située pour partie dans les Pyrénées, une chaîne montagneuse jeune, érigée durant l'ère tertiaire (il y a 40 millions d'années environ), en même temps que les Alpes, et pour partie dans le Bassin aquitain, le deuxième plus grand bassin sédimentaire de la France après le Bassin parisien. Elle est marquée par le front du chevauchement frontal nord-pyrénéen qui la traverse d'est en ouest, séparant la Zone nord-pyrénéenne (ZNP) au sud de la Zone sous-pyrénéenne (ZSP) au nord, qui constitue la frange sud du Bassin aquitain. Les terrains affleurants sur le territoire communal sont constitués de roches sédimentaires datant pour certaines du Mésozoïque, anciennement appelé Ère secondaire, qui s'étend de −252,2 à −66,0 Ma, et pour d'autres du Paléozoïque, une ère géologique qui s'étend de −541 à −252,2 Ma (millions d'années). La structure détaillée des couches affleurantes est décrite dans les feuilles « n°1055 - Saint-Gaudens » et « n°1056 - Le Mas d'Azil » de la carte géologique harmonisée au 1/50 000ème du département de l'Ariège, et leurs notices associées,.
La superficie cadastrale de la commune publiée par l’Insee, qui sert de références dans toutes les statistiques, est de 3,28 km2,. La superficie géographique, issue de la BD Topo, composante du Référentiel à grande échelle produit par l'IGN, est quant à elle de 3,32 km2. Son relief est relativement accidenté puisque la dénivelée maximale atteint 223 mètres. L'altitude du territoire varie entre 340 m et 563 m.

### Hydrographie

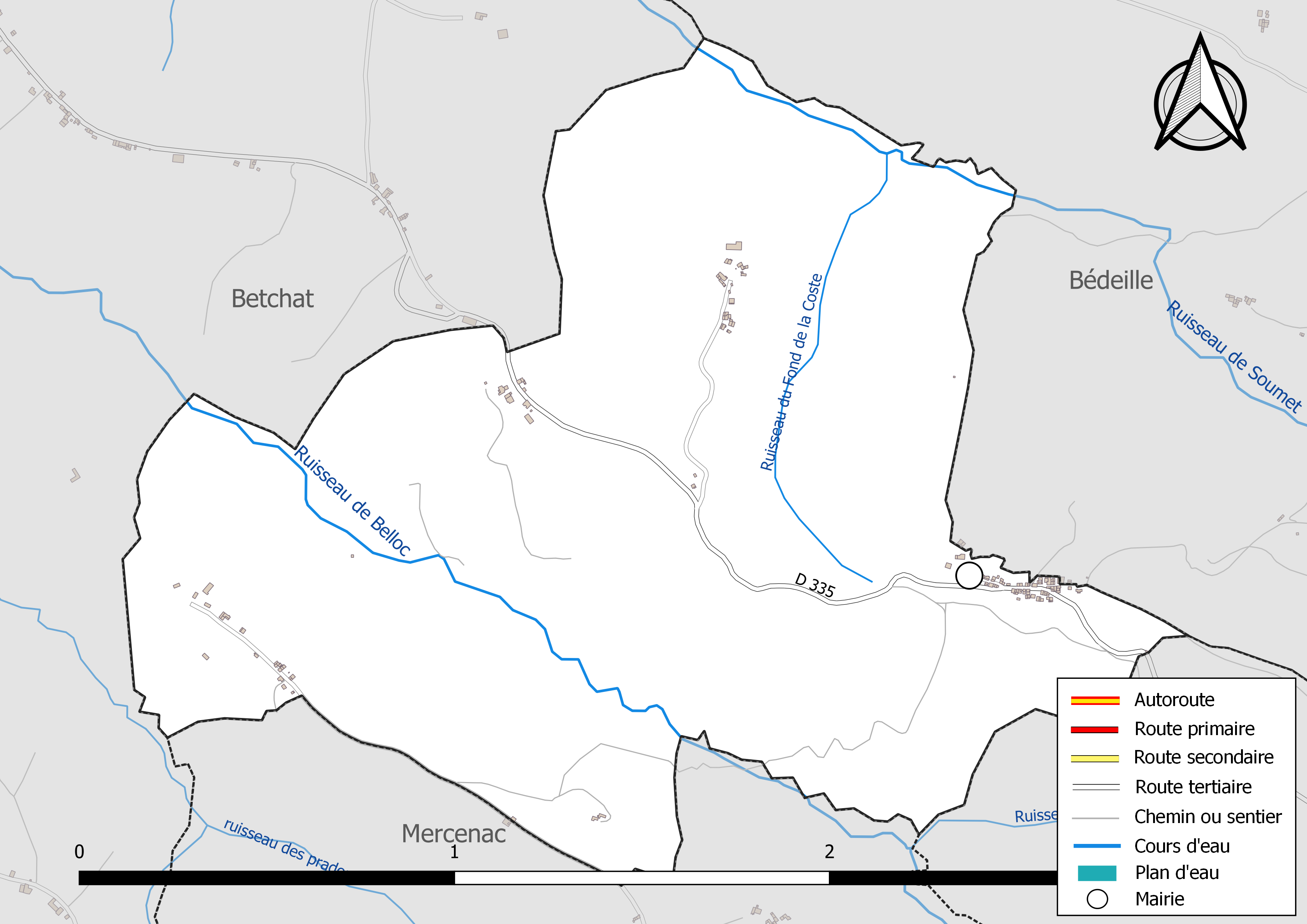
Réseaux hydrographique et routier de Bagert.

La commune est dans le bassin versant de la Garonne, au sein du bassin hydrographique Adour-Garonne. Elle est drainée par le ruisseau de Belloc, le ruisseau de Soumet, le ruisseau de Sibada et le ruisseau du Fond de la Coste, constituant un réseau hydrographique de 4 km de longueur totale,.

### Climat
Pour des articles plus généraux, voir Climat de l'Occitanie et Climat de l'Ariège.
En 2010, le climat de la commune est de type climat océanique altéré, selon une étude s'appuyant sur une série de données couvrant la période 1971-2000. En 2020, Météo-France publie une typologie des climats de la France métropolitaine dans laquelle la commune est exposée à un climat de montagne et est dans la région climatique Pyrénées centrales, caractérisée par une pluviométrie annuelle de 1 000 à 1 200 mm.
Pour la période 1971-2000, la température annuelle moyenne est de 12,1 °C, avec une amplitude thermique annuelle de 15 °C. Le cumul annuel moyen de précipitations est de 975 mm, avec 9,8 jours de précipitations en janvier et 7 jours en juillet. Pour la période 1991-2020, la température moyenne annuelle observée sur la station météorologique la plus proche, située sur la commune de Cérizols à 6 km à vol d'oiseau, est de 12,3 °C et le cumul annuel moyen de précipitations est de 976,4 mm,. Pour l'avenir, les paramètres climatiques de la commune estimés pour 2050 selon différents scénarios d'émission de gaz à effet de serre sont consultables sur un site dédié publié par Météo-France en novembre 2022.

### Milieux naturels et biodiversité

#### Espaces protégés
La protection réglementaire est le mode d’intervention le plus fort pour préserver des espaces naturels remarquables et leur biodiversité associée,.
La commune fait partie du parc naturel régional des Pyrénées ariégeoises, créé en 2009 et d'une superficie de 245 973 ha, qui s'étend sur 138 communes du département. Ce territoire unit les plus hauts sommets aux frontières de l’Andorre et de l’Espagne (la Pique d’Estats, le Mont Valier, etc) et les plus hautes vallées des avants-monts, jusqu’aux plissements du Plantaurel.

#### Zones naturelles d'intérêt écologique, faunistique et floristique

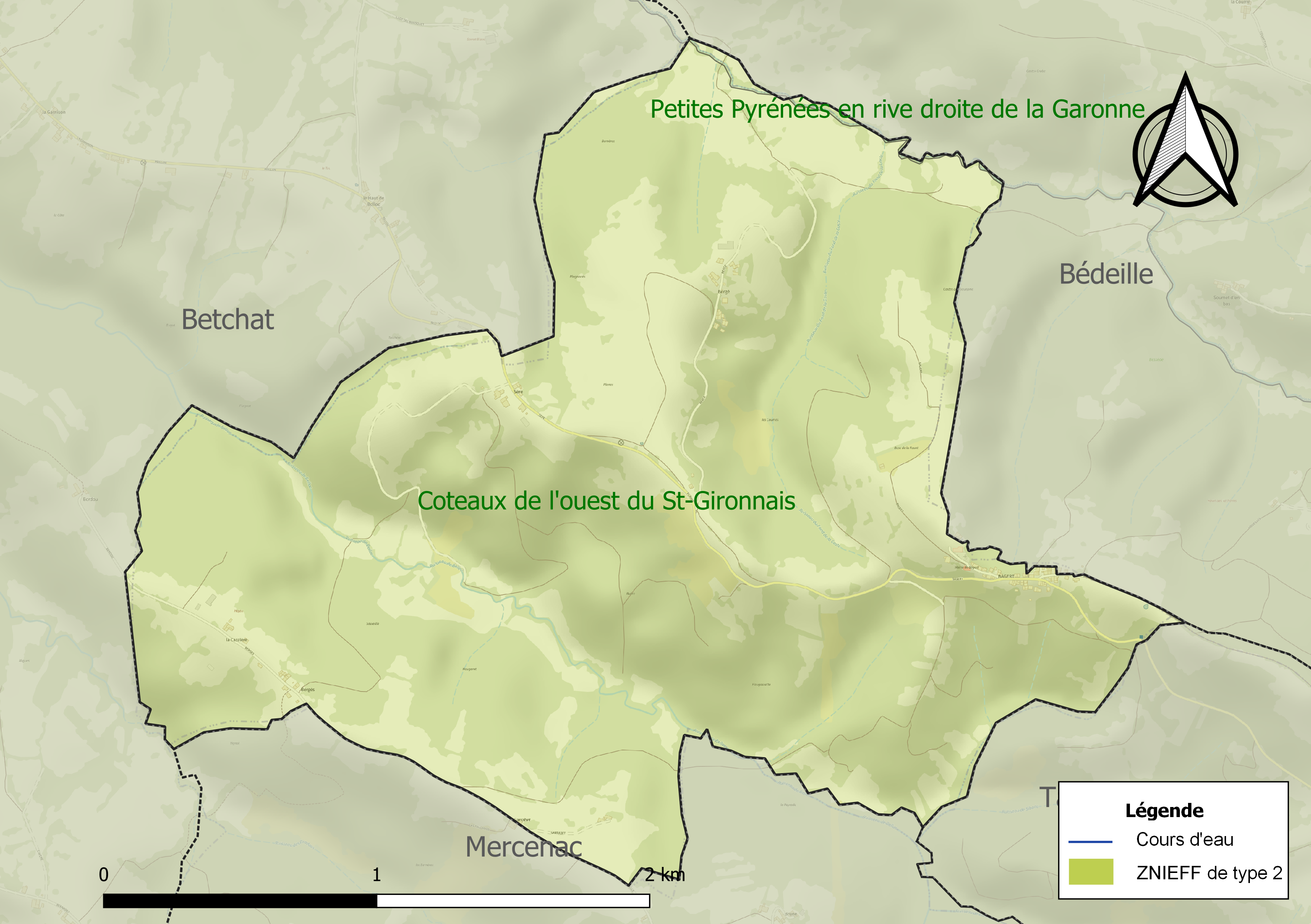
Carte de la ZNIEFF de type 2 localisée sur la commune.

L’inventaire des zones naturelles d'intérêt écologique, faunistique et floristique (ZNIEFF) a pour objectif de réaliser une couverture des zones les plus intéressantes sur le plan écologique, essentiellement dans la perspective d’améliorer la connaissance du patrimoine naturel national et de fournir aux différents décideurs un outil d’aide à la prise en compte de l’environnement dans l’aménagement du territoire.
Une ZNIEFF de type 2 est recensée sur la commune :
les « coteaux de l'ouest du Saint-Gironnais » (7 504 ha), couvrant 17 communes dont 13 dans l'Ariège et 4 dans la Haute-Garonne.

## Urbanisme

### Typologie
Au 1er janvier 2024, Bagert est catégorisée commune rurale à habitat très dispersé, selon la nouvelle grille communale de densité à 7 niveaux définie par l'Insee en 2022.
Elle est située hors unité urbaine. Par ailleurs la commune fait partie de l'aire d'attraction de Saint-Girons, dont elle est une commune de la couronne,. Cette aire, qui regroupe 70 communes, est catégorisée dans les aires de moins de 50 000 habitants,.

### Occupation des sols

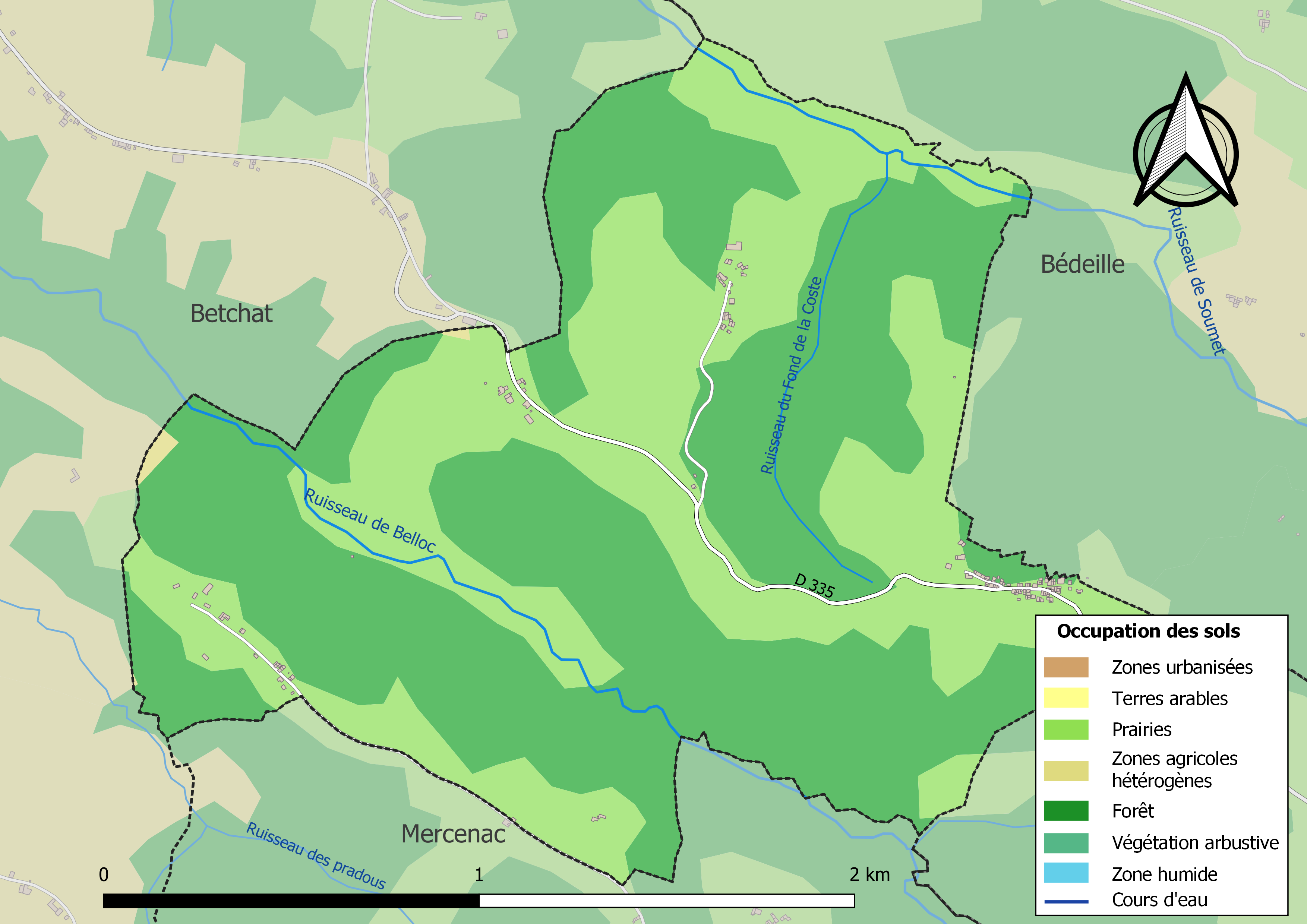
Carte des infrastructures et de l'occupation des sols de la commune en 2018 (CLC).

L'occupation des sols de la commune, telle qu'elle ressort de la base de données européenne d’occupation biophysique des sols Corine Land Cover (CLC), est marquée par l'importance des forêts et milieux semi-naturels (59,1 % en 2018), une proportion identique à celle de 1990 (59,1 %). La répartition détaillée en 2018 est la suivante : 
forêts (59,1 %), prairies (40,6 %), zones agricoles hétérogènes (0,3 %). L'évolution de l’occupation des sols de la commune et de ses infrastructures peut être observée sur les différentes représentations cartographiques du territoire : la carte de Cassini (XVIIIe siècle), la carte d'état-major (1820-1866) et les cartes ou photos aériennes de l'IGN pour la période actuelle (1950 à aujourd'hui).

### Hameaux
Hameaux de la commune : Bergé, Bergès, Garrabet, Seré.

### Habitat et logement
En 2018, le nombre total de logements dans la commune était de 46, alors qu'il était de 44 en 2013 et de 45 en 2008.
Parmi ces logements, 47,8 % étaient des résidences principales, 28,3 % des résidences secondaires et 23,9 % des logements vacants. Ces logements étaient pour 87 % d'entre eux des maisons individuelles et pour 10,9 % des appartements.
Le tableau ci-dessous présente la typologie des logements à Bagert en 2018 en comparaison avec celle de l'Ariège et de la France entière. Une caractéristique marquante du parc de logements est ainsi une proportion de résidences secondaires et logements occasionnels (28,3 %) supérieure à celle du département (24,6 %) et à celle de la France entière (9,7 %). Concernant le statut d'occupation de ces logements, 68,2 % des habitants de la commune sont propriétaires de leur logement (64 % en 2013), contre 66,3 % pour l'Ariège et 57,5 % pour la France entière.
| Typologie                                               | Bagert | Ariège | France entière |
| ------------------------------------------------------- | ------ | ------ | -------------- |
| Résidences principales (en %)                           | 47,8   | 65,7   | 82,1           |
| Résidences secondaires et logements occasionnels (en %) | 28,3   | 24,6   | 9,7            |
| Logements vacants (en %)                                | 23,9   | 9,7    | 8,2            |

### Voies de communication et transports
Accès par la route départementale D 335.

### Risques majeurs

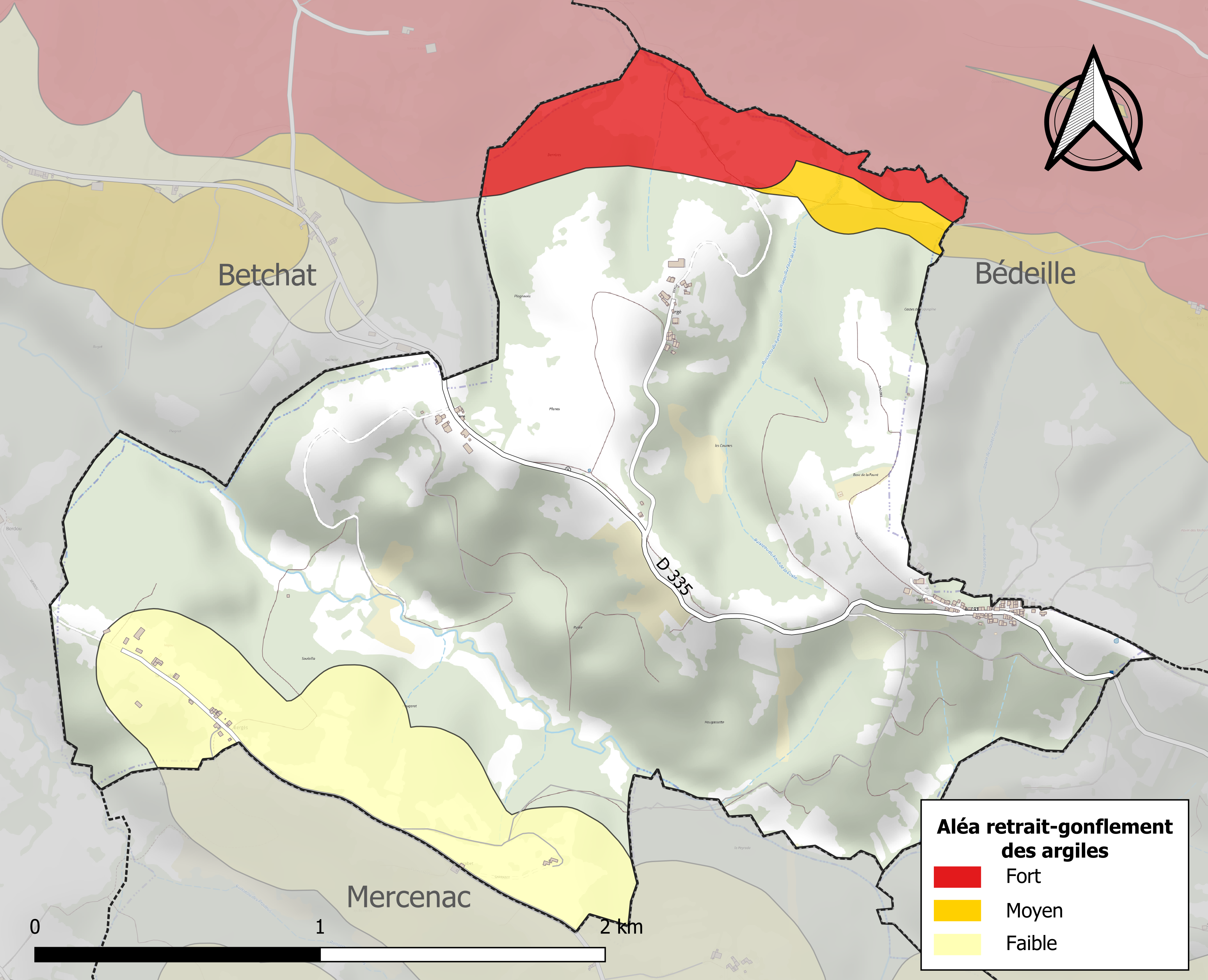
Zonage de l'aléa retrait-gonflement des argiles sur la commune de Bagert.

Le territoire de la commune de Bagert est vulnérable à différents aléas naturels : inondations, climatiques (grand froid ou canicule), feux de forêts, mouvements de terrains et séisme (sismicité modérée),.
Certaines parties du territoire communal sont susceptibles d’être affectées par le risque d’inondation par crue torrentielle d'un cours d'eau, ou ruissellement d'un versant.
Les mouvements de terrains susceptibles de se produire sur la commune sont soit des chutes de blocs, soit des glissements de terrains, soit des effondrements liés à des cavités souterraines, soit des mouvements liés au retrait-gonflement des argiles. Près de 50 % de la superficie du département est concernée par l'aléa retrait-gonflement des argiles, dont la commune de Bagert. L'inventaire national des cavités souterraines permet par ailleurs de localiser celles situées sur la commune.

## Politique et administration

### Découpage territorial
La commune de Bagert est membre de la communauté de communes Couserans-Pyrénées, un établissement public de coopération intercommunale (EPCI) à fiscalité propre créé le 18 novembre 2016 dont le siège est à Saint-Lizier. Ce dernier est par ailleurs membre d'autres groupements intercommunaux.
Sur le plan administratif, elle est rattachée à l'arrondissement de Saint-Girons, au département de l'Ariège, en tant que circonscription administrative de l'État, et à la région Occitanie.
Sur le plan électoral, elle dépend du canton des Portes du Couserans pour l'élection des conseillers départementaux, depuis le redécoupage cantonal de 2014 entré en vigueur en 2015, et de la deuxième circonscription de l'Ariège  pour les élections législatives, depuis le redécoupage électoral de 1986.

### Administration municipale
Le nombre d'habitants au recensement de 2017 étant compris entre 0 et 99, le nombre de membres du conseil municipal pour l'élection de 2020 est de sept,.

### Rattachements administratifs et électoraux
Commune faisant partie de la communauté de communes Couserans - Pyrénées et du canton des Portes du Couserans (avant le redécoupage départemental de 2014, Bagert faisait partie de l'ex-canton de Sainte-Croix-Volvestre) et avant le 1er janvier 2017 elle faisait partie de la communauté de communes du Volvestre ariégeois.

### Liste des maires
| Période                                  | Période  | Identité           | Étiquette | Qualité                                                      |
| ---------------------------------------- | -------- | ------------------ | --------- | ------------------------------------------------------------ |
| mars 1959                                | 1995     | Gaston Bouin       |           | Agriculteur                                                  |
| juin 1995                                | 2001     | Laurent Soula      |           |                                                              |
| mars 2001                                | 2008     | Alain Talarmin     |           |                                                              |
| mars 2008                                | 2014     | André Marsan       |           |                                                              |
| mars 2014                                | 2016     | Jean-Claude Dubois | SE        | Retraité                                                     |
| novembre 2016                            | 2020     | Éric Tortech       |           | Agriculteur, maire à la suite du décès de Jean-Claude Dubois |
| juillet 2020                             | En cours | Angel Nunes        |           |                                                              |
| Les données manquantes sont à compléter. |          |                    |           |                                                              |

## Population et société

### Démographie
L'évolution du nombre d'habitants est connue à travers les recensements de la population effectués dans la commune depuis 1793. Pour les communes de moins de 10 000 habitants, une enquête de recensement portant sur toute la population est réalisée tous les cinq ans, les populations de référence des années intermédiaires étant quant à elles estimées par interpolation ou extrapolation. Pour la commune, le premier recensement exhaustif entrant dans le cadre du nouveau dispositif a été réalisé en 2008.

En 2022, la commune comptait 41 habitants, en évolution de +7,89 % par rapport à 2016 (Ariège : +1,48 %, France hors Mayotte : +2,11 %).
| 1793 | 1800 | 1806 | 1821 | 1831 | 1836 | 1841 | 1846 | 1851 |
| ---- | ---- | ---- | ---- | ---- | ---- | ---- | ---- | ---- |
| 233  | 233  | 295  | 209  | 272  | 297  | 318  | 321  | 311  |

| 1856 | 1861 | 1866 | 1872 | 1876 | 1881 | 1886 | 1891 | 1896 |
| ---- | ---- | ---- | ---- | ---- | ---- | ---- | ---- | ---- |
| 290  | 306  | 284  | 266  | 262  | 251  | 240  | 219  | 210  |

| 1901 | 1906 | 1911 | 1921 | 1926 | 1931 | 1936 | 1946 | 1954 |
| ---- | ---- | ---- | ---- | ---- | ---- | ---- | ---- | ---- |
| 202  | 201  | 177  | 168  | 161  | 151  | 143  | 112  | 95   |

| 1962 | 1968 | 1975 | 1982 | 1990 | 1999 | 2006 | 2008 | 2013 |
| ---- | ---- | ---- | ---- | ---- | ---- | ---- | ---- | ---- |
| 92   | 65   | 59   | 56   | 45   | 54   | 57   | 58   | 44   |

| 2018 | 2022 | - | - | - | - | - | - | - |
| ---- | ---- | - | - | - | - | - | - | - |
| 37   | 41   | - | - | - | - | - | - | - |

| selon la population municipale des années : | 1968 | 1975 | 1982 | 1990 | 1999 | 2006 | 2009 | 2013 |
| Rang de la commune dans le département      | 227  | 265  | 284  | 278  | 286  | 274  | 272  | 288  |
| Nombre de communes du département           | 340  | 328  | 330  | 332  | 332  | 332  | 332  | 332  |

### Économie
L'économie de la commune est essentiellement basée sur l'agriculture.
- Gîte "Le Garraouet" 4 places à Garrabet

### Activités sportives
randonnée, chasse,

### Écologie et recyclage
La déchetterie du Volvestre ariégeois se trouve sur la commune de Lasserre au lieudit Chaumes.

## Économie

### Emploi
| Division       | 2008  | 2013   | 2018   |
| -------------- | ----- | ------ | ------ |
| Commune        | 6,7 % | 12,5 % | 20 %   |
| Département    | 8,9 % | 11,1 % | 11,2 % |
| France entière | 8,3 % | 10 %   | 10 %   |

En 2018, la population âgée de 15 à 64 ans s'élève à 20 personnes, parmi lesquelles on compte 60 % d'actifs (40 % ayant un emploi et 20 % de chômeurs) et 40 % d'inactifs,. En  2018, le taux de chômage communal (au sens du recensement) des 15-64 ans est supérieur à celui du département et de la France, alors qu'en 2008 la situation était inverse.
La commune fait partie de la couronne de l'aire d'attraction de Saint-Girons, du fait qu'au moins 15 % des actifs travaillent dans le pôle,. Elle compte 0 emplois en 2018, contre 4 en 2013 et 7 en 2008. Le nombre d'actifs ayant un emploi résidant dans la commune est de 8, soit un taux d'activité parmi les 15 ans ou plus de 35,3 %.
Sur ces 8 actifs de 15 ans ou plus ayant un emploi, aucun ne travaille dans la commune. Pour se rendre au travail, la totalité des habitants utilise un véhicule personnel ou de fonction à quatre roues.

### Activités hors agriculture
Deux établissements seulement relevant d’une activité hors champ de l’agriculture sont implantés  à Bagert au 31 décembre 2019.

### Agriculture
|                                   | 1988 | 2000 | 2010 |
| --------------------------------- | ---- | ---- | ---- |
| Exploitations                     | 9    | 6    | 5    |
| Superficie agricole utilisée (ha) | 220  | 223  | nd   |

La commune fait partie de la petite région agricole dénommée « Région sous-pyrénéenne ». Cinq exploitations agricoles ayant leur siège dans la commune sont dénombrées lors du recensement agricole de 2010 (neuf en 1988).

## Culture locale et patrimoine

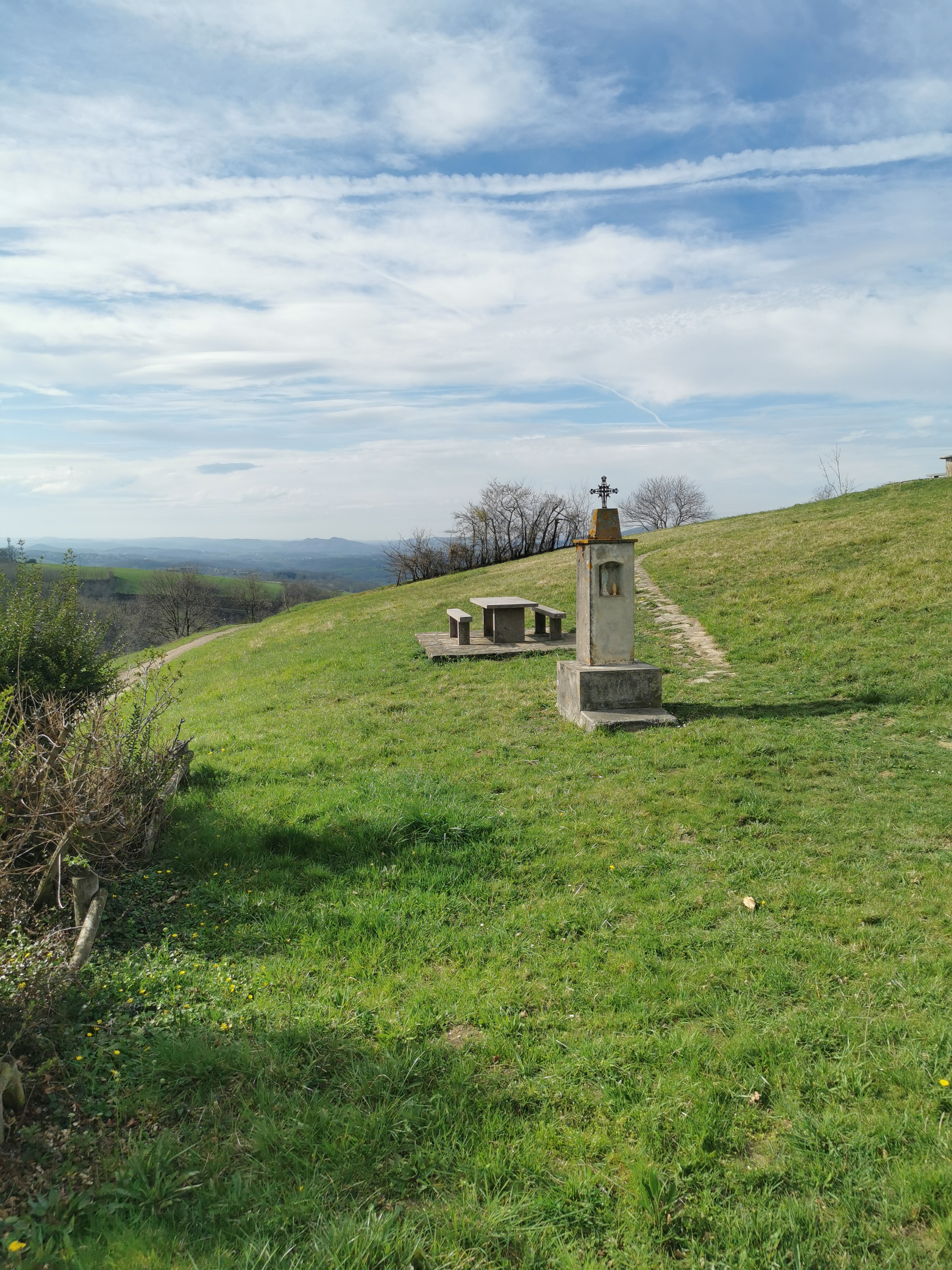
Oratoire près de l'église en direction de la table d'orientation.

### Lieux et monuments
- Église de la Purification-de-Notre-Dame.
- Table d'orientation à 360 degrés en très bon état et bien détaillée sur la chaîne pyrénéenne.

### Personnalités liées à la commune
- Féréol Dedieu (1816-1889), inventeur du porte-jarretelles, né sur la commune.

## Pour approfondir